# Mortal Kombat (2011)
Mortal Kombat (ook wel Mortal Kombat 9 of MK9 genoemd) is een 2,5D-vechtspel. Het is een reboot van de franchise en is ontwikkeld door NetherRealm Studios en uitgebracht door Warner Bros. Interactive Entertainment.
Het spel was aanvankelijk, in april 2011, bedoeld voor de PlayStation 3 en Xbox 360 en werd geporteerd naar de PlayStation Vita in mei 2012. Een uitgebreidere versie van het spel, getiteld Mortal Kombat: Komplete Edition, werd uitgebracht voor PlayStation 3 en Xbox 360 in februari 2012 en voor Windows in juli 2013.

## Spel
Net als voorgaande titels is Mortal Kombat een vechtspel waarin twee spelers het tegen elkaar opnemen met gebruik van een keur aan verschillende aanvallen, special moves en gruwelijke fatalities.

## Personages
Mortal Kombat omvat eenendertig verschillende speelbare vechters.
| - Baraka - Cyrax - Ermac - Freddy Krueger - Jade - Jax - Johnny Cage - Kabal - Kano - Kenshi - Kitana - Kratos - Kung Lao - Liu Kang - Mileena - Nightwolf | - Noob Saibot - Quan Chi - Raiden - Rain - Reptile - Scorpion - Sektor - Shang Tsung - Sheeva - Sindel - Skarlet - Smoke - Sonya Blade - Stryker - Sub-Zero |

## Ontvangst
|                                 |                 | Platform | Platform | Platform |
| Spel                            | Beoordeeld door | PS3      | X360     | Vita     |
| ------------------------------- | --------------- | -------- | -------- | -------- |
| Mortal Kombat                   |                 |          |          |          |
| GameRankings                    | 86,09%          | 85,67%   | 87,31%   |          |
| Metacritic                      | 84              | 86       | 85       |          |
|                                 |                 | PS3      | X360     | pc       |
| Mortal Kombat: Komplete Edition |                 |          |          |          |
| GameRankings                    | 84,00%          | 88,43%   | 84,00%   |          |
| Metacritic                      | 77              | 88       | 81       |          |